# العلاقات العراقية الرومانية
العلاقات العراقية الرومانية هي العلاقات الثنائية التي تجمع بين العراق ورومانيا.

## مقارنة بين البلدين
هذه مقارنة عامة ومرجعية للدولتين:
| وجه المقارنة                                              | العراق                       | رومانيا                                                                               |
| --------------------------------------------------------- | ---------------------------- | ------------------------------------------------------------------------------------- |
| المساحة (كم2)                                             | 437.07 ألف                   | 238.40 ألف                                                                            |
| عدد السكان (نسمة)                                         | 38.27 مليون                  | 19.59 مليون                                                                           |
| الكثافة السكانية (ن./كم²)                                 | 87.56                        | 82.17                                                                                 |
| العاصمة                                                   | بغداد                        | بوخارست                                                                               |
| اللغة الرسمية                                             | اللغة العربية، اللغة الكردية | اللغة الرومانية                                                                       |
| العملة                                                    | دينار عراقي                  | ليو روماني                                                                            |
| الناتج المحلي الإجمالي (بليون دولار)                      | 197.72 مليار                 | 211.80 مليار                                                                          |
| الناتج المحلي الإجمالي (تعادل القوة الشرائية) بليون دولار | 560.73 مليار                 | 465.56 مليار                                                                          |
| الناتج المحلي الإجمالي الاسمي للفرد دولار أمريكي          | 4.94 ألف                     | 9.47 ألف                                                                              |
| الناتج المحلي الإجمالي للفرد دولار أمريكي                 | 15.06 ألف                    | 23.63 ألف                                                                             |
| مؤشر التنمية البشرية                                      | 0.654                        | 0.793                                                                                 |
| رمز المكالمات الدولي                                      | +964                         | +40                                                                                   |
| رمز الإنترنت                                              | .iq                          | .ro                                                                                   |
| المنطقة الزمنية                                           | ت ع م+03:00، ت ع م+04:00     | ت ع م+02:00، ت ع م+03:00، أوروبا/بوخارست ‏، توقيت شرق أوروبا، توقيت شرق أوروبا الصيفي ‏ |

## مدن متوأمة
في ما يلي قائمة باتفاقيات التوأمة بين مدن عراقية ورومانية:
- ترتبط أربيل مع براشوف باتفاقية توأمة.

## منظمات دولية مشتركة
يشترك البلدان في عضوية مجموعة من المنظمات الدولية، منها:
| علم المنظمة | اسم المنظمة                        | تاريخ انضمام العراق         | تاريخ انضمام رومانيا       |
| ----------- | ---------------------------------- | --------------------------- | -------------------------- |
|             | مؤسسة التنمية الدولية              | 29 كانون الأول/ديسمبر 1960  | 12 نيسان/أبريل 2014        |
|             | مؤسسة التمويل الدولية              | 27 كانون الأول/ديسمبر 1956  | 23 أيلول/سبتمبر 1990       |
|             | منظمة حظر الأسلحة الكيميائية       | ?                           | ?                          |
|             | الأمم المتحدة                      | 21 كانون الأول/ديسمبر 1945  | 14 كانون الأول/ديسمبر 1955 |
|             | الاتحاد الدولي للاتصالات           | 12 تشرين الثاني/نوفمبر 1928 | 9 شباط/فبراير 1866         |
|             | منظمة الشرطة الجنائية الدولية      | ?                           | ?                          |
|             | البنك الدولي للإنشاء والتعمير      | 27 كانون الأول/ديسمبر 1945  | 15 كانون الأول/ديسمبر 1972 |
|             | الاتحاد البريدي العالمي            | ?                           | ?                          |
|             | وكالة ضمان الاستثمار متعدد الأطراف | 6 تشرين الأول/أكتوبر 2008   | 10 أيلول/سبتمبر 1992       |
|             | يونسكو                             | 21 تشرين الأول/أكتوبر 1948  | 27 تموز/يوليو 1956         |

## أعلام
هذه قائمة لبعض الشخصيات التي تربطها علاقات بالبلدين:
- آلان محي الدين (لاعب كرة قدم سويدي، 11 نوفمبر 1993 – )

## وصلات خارجية
- موقع وزارة الخارجية العراقية
- موقع وزارة الخارجية الرومانية